# Lo chiamavano Jeeg Robot
Lo chiamavano Jeeg Robot è un film del 2015 diretto e prodotto da Gabriele Mainetti, dal soggetto di Nicola Guaglianone e Menotti.
Il titolo del film è un riferimento alla serie manga e anime Jeeg robot d'acciaio di Gō Nagai poiché uno dei personaggi principali crede che Hiroshi Shiba, l'eroe della serie, esista nel mondo reale e lo identifica con Enzo Ceccotti, il protagonista.

## Trama
Enzo Ceccotti, ladruncolo romano cinico e indifferente a tutto e tutti, viene accidentalmente a contatto con del materiale radioattivo celato illegalmente nel Tevere: dopo essere sopravvissuto dapprima a una sparatoria dove l'amico Sergio perde la vita, e poi a una caduta nel vuoto, realizza di aver acquisito forza e invulnerabilità. Nel frattempo, il perfido boss Fabio Cannizzaro, detto lo Zingaro, capo di una gang di cui faceva parte Sergio, non avendo più notizie né sue né di un carico di cocaina promesso ai suoi alleati camorristi, si reca da Alessia, figlia dello scomparso, per estorcerle informazioni. Udendone le urla, Enzo irrompe a volto coperto, malmenando e scacciando i malviventi: questo porta la ragazza, affetta da problemi cognitivi, a crederlo la personificazione di Hiroshi Shiba, il protagonista della serie manga e anime Jeeg robot d'acciaio. 
Trovato casualmente uno schema di Sergio per l'assalto a un furgone portavalori, Enzo interferisce con i piani dello Zingaro, il quale vede così sfumare il capitale da versare alla camorra; passa così – agli occhi dei malavitosi – per l'autore di uno sgarro che l'organizzazione criminale ripaga con il sangue. Tra Enzo e Alessia, entrambi ai margini della società, nasce, a poco a poco, un sentimento, che tuttavia degenera in una violenza sessuale. Delusa e umiliata, lei lo rimprovera di non comportarsi altruisticamente come ogni supereroe.
Nascostisi in un albergo, vengono raggiunti dallo Zingaro. Drogato e immobilizzato, Enzo è costretto a rivelare l'origine dei suoi superpoteri e il luogo dove giacciono le sostanze; ma, una volta recatisi sul posto, vengono ancora raggiunti dai camorristi e finiscono nel mezzo di una nuova sparatoria, nella quale Alessia resta uccisa e il giovane boss viene bruciato da un lanciafiamme. Quest'ultimo, buttandosi proprio nel Tevere (in prossimità degli stessi barili radioattivi) viene creduto morto. Sopravvissuto e assunti anch'egli i superpoteri, lo Zingaro irrompe presto nel covo della gang, sterminandoli, per poi architettare un attentato durante la stracittadina calcistica. 
Vagando per la campagna e ancora sconvolto per la morte di Alessia, Enzo incappa in un'auto in fiamme, salvando una bambina che era rimasta intrappolata all'interno; in questo modo comprende la gioia di aiutare gli altri. Proprio in quel momento apprende dalla televisione del folle intento dello Zingaro. Giunto sul posto, scaturisce tra i due una lite furibonda; una volta impossessatosi dell'ordigno, Enzo fugge per gettarsi nel Tevere, inseguito dal criminale. I due sembrano morti per l'esplosione che segue, ma ben presto Enzo riappare sulla cima del Colosseo, indossando la maschera di Jeeg Robot realizzata da Alessia, determinato d'ora in avanti a proteggere la città.

## Personaggi
- Enzo Ceccotti / Jeeg Robot, interpretato da Claudio Santamaria: è un ladruncolo di periferia emarginato dalla stessa criminalità organizzata,[3] che acquisisce forza e resistenza sovrumane dopo essere entrato in contatto con delle scorie nucleari abbandonate nel Tevere.[4] Mainetti ha descritto il personaggio come "un ragazzone che non è mai cresciuto […] chiuso in se stesso", annoverando tra le fonti di ispirazione per la sua creazione il film Léon, con protagonista Jean Reno.[5] Per interpretare Enzo, l'attore ha dovuto allenarsi aumentando di ben 20 chili, fino ad arrivare a pesarne 100.[6]
- Alessia, interpretata da Ilenia Pastorelli: è una ragazza dolce, sensibile, gentile, innocente, problematica e innocua, vittima di violenze domestiche e reduce dal profondo lutto dovuto alla morte di sua madre. Ritiene Enzo la personificazione del protagonista della serie manga e anime Jeeg robot d'acciaio.[4]
- Fabio Cannizzaro / Zingaro, interpretato da Luca Marinelli:[7] è il capo di una piccola "batteria" di criminali romani, affetto da megalomania. Ambisce al ruolo di leader all'interno della malavita capitolina,[5] ed è al punto di compiere il grande passo, allacciando rapporti con la criminalità organizzata napoletana.[7] È un cultore della musica italiana degli anni 70 e 80 del XX secolo, in particolare della cantautrice Anna Oxa.[5][7] Per interpretare la parte, Marinelli si è ispirato alle performance dell'attore Ted Levine, nel ruolo di Jame Gumb nel film Il silenzio degli innocenti.[5]

## Produzione
Il film è stato girato prevalentemente a Roma, con un budget di circa 1 700 000 euro e prodotto da Goon Films in collaborazione con Rai Cinema. Il film è stato riconosciuto come di interesse culturale nazionale dal MiBACT. Il film è realizzato anche in associazione con Banca Popolare di Bari ai sensi delle norme sul Tax Credit.

## Distribuzione
La distribuzione del film è a cura della Lucky Red. L'opera è stata presentata in anteprima alla decima edizione della Festa del Cinema di Roma il 17 ottobre 2015, e in seguito al Lucca Comics & Games il successivo 30 ottobre. Il film è stato distribuito nelle sale italiane dal 25 febbraio 2016. Il film è stato distribuito nuovamente nelle sale dal 21 aprile 2016 a livello nazionale.
A maggio 2016 il film è stato acquistato dal distributore americano Uncork'd per distribuire il film negli Stati Uniti. Sempre nello stesso mese il distributore francese Nour Films ha acquistato i diritti del film per distribuirlo in Francia.

### Edizioni home video
Il film è stato distribuito in DVD e Blu-ray il 1º settembre 2016.

## Accoglienza

### Incassi
Il primo giorno di programmazione, Lo chiamavano Jeeg Robot ha esordito incassando 83 000 euro e classificandosi al 5º posto tra gli incassi giornalieri, dietro a Perfetti sconosciuti, Deadpool, Zootropolis e The Danish Girl, mentre è sceso di una posizione il giorno seguente, superato da Tiramisù, guadagnando altri 120 000 euro. Al termine del primo fine settimana di programmazione incassa altri 796 000 euro.
Nel corso della settimana seguente, raggiunge i 1,4 milioni di euro, senza quasi riscontrare un calo di affluenza, risultando il film con la migliore tenuta della settimana. Al termine del secondo weekend di programmazione, il film incassa altri 616 000 euro, raggiungendo la cifra complessiva di 1,7 milioni di euro, pari al suo costo di produzione. Durante la terza settimana nelle sale, il film raggiunge i due milioni d'incasso, terminando il weekend in nona posizione con 2 319 103 € complessivi e la quarta migliore media della settimana. Nelle settimane successive supera l'importante traguardo dei 5 milioni di euro al botteghino, arrivando a un incasso complessivo di 5 042 586 euro e risultando il 31° miglior incasso della stagione cinematografica 2015-2016.

### Critica
Lo chiamavano Jeeg Robot ha ottenuto principalmente recensioni positive: sono state lodate le interpretazioni degli attori, la sceneggiatura, il comparto tecnico e l'ambientazione "di borgata", mentre è stata oggetto di alcune critiche l'eccessiva lunghezza degli eventi nella seconda parte del film.
Su MYmovies.it Gabriele Niola gli assegna un punteggio di tre stelle e mezzo su quattro scrivendo: «quello di Lo chiamavano Jeeg Robot è un trionfo di puro cinema, di scrittura, recitazione, capacità di mettere in scena e ostinazione produttiva, un lungometraggio come non se ne fanno in Italia, realizzato senza essere troppo innamorati dei film stranieri ma sapendo importare con efficacia i loro tratti migliori»; loda altresì regia, montaggio e sceneggiatura, giudicandole ottime a discapito di un budget «inadeguato al tipo di storia».
Su Best Movie Giorgio Viaro dà un giudizio positivo alla pellicola, assegnandole un punteggio di 4 su 5 e lodando l'interpretazione di Luca Marinelli come cattivo e il sapore pulp dato dal regista alla vicenda, dichiarando tuttavia di aver avvertito alcuni segni di stanchezza da parte della sceneggiatura nella seconda metà del film. È stato anche apprezzato il connubio tra diversi generi (supereroistico e gangster) presente nel film, senza tuttavia che questo perda una sua originalità.
Su Movieplayer.it Valentina D'Amico promuove il film con 4 stelle su 5 e scrive: «Gabriele Mainetti intuisce che, non potendo competere con i comic movie sul piano della forza produttiva, occorre adattare il genere alle caratteristiche italiche. Ecco la scelta di creare una sorprendente commistione tra noir, gangster all'italiana, fantasy, anime, azione e commedia. Il regista dimostra di saper dirigere con mano sicura momenti drammatici e scene d'azione iperviolente che non sfigurerebbero in un film di Quentin Tarantino, ma non è l'ottima confezione il vero punto di forza del film. A catturare l'attenzione dello spettatore è la capacità di Mainetti di stupire in ogni sequenza con svolte narrative che imboccano direzioni impreviste».
Massimo Bertarelli lo definisce «un piccolo capolavoro […] pieno di divertimento» e loda le interpretazioni del trio Santamaria-Marinelli-Pastorelli.
All'estero, la rivista Variety è positiva verso il film, che definisce "sorprendentemente grintoso ed estremamente godibile". Ne apprezza in particolare gli attori (Pastorelli "si fa voler bene da Enzo e dal pubblico"; Santamaria "è eccellente nel ruolo del non-eroe confuso"; Marinelli "azzecca il personaggio dell'iper-delinquente Fabio"), la fotografia, il montaggio, la regia di Mainetti, la scelta delle location e i riferimenti della sceneggiatura a temi attuali.

## Riconoscimenti
- 2016 - David di Donatello[30][31]
  - Miglior regista esordiente a Gabriele Mainetti
  - Miglior produttore a Gabriele Mainetti per Goon Films con Rai Cinema
  - Miglior attrice protagonista a Ilenia Pastorelli
  - Miglior attore protagonista a Claudio Santamaria
  - Miglior attrice non protagonista a Antonia Truppo
  - Miglior attore non protagonista a Luca Marinelli
  - Miglior montaggio a Andrea Maguolo e Federico Conforti
  - Mercedes-Benz Future Award a Gabriele Mainetti
  - Candidatura per la miglior sceneggiatura a Nicola Guaglianone e Menotti
  - Candidatura per il miglior direttore della fotografia a Michele D' Attanasio
  - Candidatura per il miglior musicista a Gabriele Mainetti e Michele Braga
  - Candidatura per il miglior scenografo a Massimiliano Sturiale
  - Candidatura per il miglior costumista a Mary Montalto
  - Candidatura per il miglior trucco a Giulio Pezza
  - Candidatura per il miglior acconciatore ad Angelo Vannella
  - Candidatura per il miglior fonico di presa diretta a Valentino Giannì
  - Candidatura per il migliori effetti speciali a Chromatica
- 2016 - Nastro d'argento[32]
  - Miglior regista esordiente a Gabriele Mainetti
  - Miglior attore non protagonista a Luca Marinelli
  - Premio Hamilton behind the camera a Gabriele Mainetti
  - Candidatura per il Miglior produttore a Gabriele Mainetti per Goon Films con Rai Cinema
  - Candidatura per il Miglior attore protagonista a Claudio Santamaria
  - Candidatura per la Migliore sceneggiatura a Nicola Guaglianone e Menotti
  - Candidatura per la Migliore fotografia a Michele D'Attanasio
  - Candidatura per la Migliore scenografia a Massimiliano Sturiale
  - Candidatura per i Migliori costumi a Mary Montalto
  - Candidatura per la Migliore colonna sonora a Gabriele Mainetti e Michele Braga
- 2016 - Globo d'oro[33]
  - Miglior film a Gabriele Mainetti
  - Candidatura a Miglior opera prima a Gabriele Mainetti
  - Candidatura a Miglior attore a Claudio Santamaria
  - Candidatura a Miglior attrice a Ilenia Pastorelli
- 2016 - Ciak d'oro[34]
  - Miglior opera prima a Gabriele Mainetti[35]
  - Migliore attore non protagonista a Luca Marinelli[35]
  - Migliore colonna sonora a Gabriele Mainetti e Michele Braga[35]
  - Migliore manifesto a Daniele Moretti per Big Jellyfish[35]
  - Candidatura per la Migliore attrice non protagonista a Antonia Truppo
  - Candidatura per la Migliore sceneggiatura a Nicola Guaglianone e Gabriele Mainetti
  - Candidatura per la Migliore fotografia a Michele d'Attanasio
  - Candidatura per il Migliore montaggio a Andrea Maguolo e Federico Conforti
  - Candidatura per la Migliore scenografia a Massimiliano Sturiale
  - Candidatura per i Migliori costumi a Mary Montalto
  - Candidatura per il Migliore sonoro in presa diretta a Valentino Gianni, Stefano Sabatini e Biagio Gurrieri
  - Candidatura per il Miglior produttore a Gabriele Mainetti (Goon Films con Rai Cinema)
- 2016 - 8 1/2 Festa do Cinema Italiano di Lisbona[36]
  - Premio 8 ½ Festa do Cinema Italiano come Miglior Film
  - Premio del pubblico Canais Tv cine & séries'
- 2016 - Bari International Film Festival[37]
  - Premio Ettore Scola a Gabriele Mainetti come miglior regista per la miglior opera prima o seconda.
- 2016 - Imagine Film Festival di Amsterdam[38]
  - Silver Scream Award
- 2016 - Premio la pellicola D'oro[39]
  - Migliore operatore di macchina e di steadycam a Matteo Carlesimo
  - Migliore tecnico effetti speciali a Maurizio Corridori
  - Migliore storyboard artist a M. Valerio Gallo
- 2016 - Cinevasioni[40]
  - Miglior Film della rassegna
- 2016 - Festival delle Cerase[41]
  - Miglior film rivelazione
  - Migliore attore a Claudio Santamaria
  - Migliore attrice rivelazione a Ilenia Pastorelli
- 2016 - Il Sesterzio d'Argento – Roma il Set nella Città[42]
- 2016 - Roseto Opera Prima[43]
  - Vincitore della Rosa d'Oro della XXI edizione del festival dedicato alle pellicole di registi esordienti a Roseto degli Abruzzi
  - Premio per il miglior cast
- 2016 - ICFF Toronto[44]
  - Toronto Film Critics Association Premio della critica
- 2016 - Giffoni Film Festival[45]
  - Giffoni Experience Award a Claudio Santamaria
- 2016 - Isola del cinema[46]
  - Premio Groupama Assicurazioni Opera Prima e Seconda a Gabriele Mainetti
  - Premio del pubblico
  - Premio per la migliore interpretazione maschile a Claudio Santamaria
- 2016 - Magna Graecia Film Festival[47]
  - Premio "Monica Scattini" a Ilenia Pastorelli per la sua interpretazione in Lo chiamavano Jeeg Robot
- 2016 - Etrange Festival de Paris[48]
  - Grand Prix Nouveau Genre Award Miglior film della rassegna
- 2016 - Fantasia Film Festival
  - Secondo Classificato Best European / North-South American Feature
- 2016 - Premio FICE per un anno di cinema d’autore[49]
  - Premio per il miglior regista esordiente a Gabriele Mainetti
  - Premio per il miglior sceneggiatore a Nicola Guaglianone
- 2016 - Festival Internacional de Cine Fantástico de Catalunya Sitges[50]
  - Premio del pubblico, sezione Òrbita a Lo chiamavano Jeeg Robot
- 2016 - Rdc Awards[51]
  - Premio miglior colonna sonora a Gabriele Mainetti e Michele Braga per Lo chiamavano Jeeg Robot
- 2016 - 39º Festival del Cinema Italiano di Villerupt[52]
  - Amilcar della Critica a Lo chiamavano Jeeg Robot
- 2016 - 26ª edizione del festival del cinema italiano emergente N.I.C.E[53]
  - Premio del pubblico Americano N.I.C.E Città di Firenze a Lo chiamavano Jeeg Robot
- 2016 - Festival La primavera del cinema Italiano[54]
  - Premio Federico II al miglior film della rassegna
- 2017 - Festival International du Film Fantastique di Gérardmer[55]
  - Premio della giuria per il miglior film della rassegna
- 2017 - Festival del Cinema Europeo[56]
  - Premio Mario Verdone

## Altri media
Il 25 gennaio 2016 Lucky Red e La Gazzetta dello Sport hanno annunciato l'uscita di un albo a fumetti basato sul film.
L'albo è stato scritto e curato da Roberto Recchioni, per i disegni di Giorgio Pontrelli e Stefano Simeone, e narra una breve storia autoconclusiva collocata cronologicamente dopo i fatti avvenuti nel film. Il fumetto è uscito il 20 febbraio. Le quattro diverse copertine variant sono state realizzate da Zerocalcare, Leo Ortolani, Giacomo Bevilacqua e dallo stesso Recchioni.